# Psychodynamisch Imaginative Traumatherapie
Die Psychodynamisch Imaginative Traumatherapie (PITT) ist ein von Luise Reddemann entwickeltes tiefenpsychologisches Verfahren zur Behandlung komplexer Traumafolgestörungen.

## Haltung und Menschenbild
Die Behandlung einer komplexen Traumafolgestörung oder einer kPTBS stellt aufgrund der umfassenden Symptomatik eine besondere Herausforderung dar.
Eine komplexe Traumafolgestörung entwickelt sich über früh einsetzende, wiederholt stattfindende und sich über wichtige Entwicklungsphasen erstreckende Gewalterfahrungen – physisch, psychisch, sexualisiert – von wichtigen Bezugspersonen ausgehend (Typ-II-Traumata).
Auch Bindungsstörungen aufgrund emotionaler Vernachlässigung gehören zu den kindlichen Erfahrungen.
Resultierende Folgestörungen zeigen sich in den Bereichen von Affektsteuerung und Impulskontrolle, Aufmerksamkeit und Bewusstsein, Beziehungsgestaltung zu sich selbst und zu anderen, Selbstwahrnehmung, Lebenseinstellung und Weltverständnis und gehen eher regelhaft mit multiplen Komorbiditäten einher, wie somatischen Krankheiten, Schmerzstörungen, aber auch Substanzmissbrauch. Das therapeutische Vorgehen gemäß PITT ist in der Literatur von Luise Reddemann beschrieben und orientiert sich in der Anwendung stets an der Einzigartigkeit jedes einzelnen Menschen, mit seiner individuellen Geschichte.
Schutz und Achtung der Würde der Patienten sind zentrale Bausteine der Behandlung. Mit der Haltung des ‚Beidäugigen Sehens‘ nach Peter Fürstenau werden Patienten in ihren Problemen, aber dem gleichwertig in ihren Stärken und Ressourcen wahrgenommen. Inneren Schreckensbildern werden hilfreiche und tröstliche Gegengewichte gegenübergestellt. Das erfahrene Leid wird auch mit der Frage angeschaut, was damals schon geholfen habe, das Schlimme zu überleben. Die resilienzorientierte Haltung gegenüber dem Patienten, dass er immer schon das ihm Mögliche versucht und getan hat, hilft, sich selbst in eigenen Stärken und Ressourcen wahrzunehmen und darüber Schuld- und Schamgefühle zu reduzieren.
Es geht in der Arbeit mit PITT ganz zentral darum, über Trauer, Trost und Mitgefühl Wege zur Akzeptanz des nun bewusst werdenden alten Schmerzes, der lange im Dienste des Überleben-Müssens nicht gespürt werden durfte, also verdrängt werden musste, zu entwickeln. Die Würdigung des erfahrenen Leides auf Seiten des Patienten ist dabei eine wichtige Größe.
PITT zielt darauf ab, den  Menschen in seiner Ganzheit zu verstehen und Patienten als kompetente Überlebende, die bereits in einem jungen Lebensalter aufgrund widriger Lebensumstände genötigt waren, eine Anpassungsleistung an diese nicht zu verändernden und nicht zu vermeidenden äußeren Umstände vollziehen zu müssen. Diese Anpassung im Sinne der Bindung an die wichtigen Bezugspersonen konnte nur unter Entwicklung von Symptomen gelingen, die demnach keine gute, aber die damals bestmögliche Kompensation boten, um das Überleben zu sichern.
Dieser überlebenssichernde Aspekt der Symptomatik, unter der die erwachsenen Patienten leiden, kann nur in seiner Entstehungszeit verstanden werden, als hilfloser, kindlicher Versuch, widrige, gewaltvolle, lebensbedrohliche Umstände zu überleben. Hier zeigen sich Lebens- und Überlebenswille des Kindes, die es in der Therapie zu würdigen gilt.
Das, was ehemals dem Überleben gedient hat, besteht im Inneren fort und führt in der Gegenwart für den erwachsenen Patienten zu Problemen, Einschränkungen, Leid. In der Behandlung geht es nun darum, einen Kontextbezug zu vermitteln, in dem alte Muster als nicht mehr hilfreich und damit als veränderbar erlebt werden können.
PITT geht davon aus, dass über die Erfahrung einer verlässlichen, wertschätzenden, die Entwicklung fördernden therapeutischen Beziehung der heile Kern, der im Inneren überlebt hat, wieder gestärkt werden und sich wieder entwickeln kann. Dafür gilt es, innewohnende selbstregulative Kräfte zu aktivieren und zu mehren. Entsprechend der Grundannahme der kompetenten Patienten wird dabei stets auf das zurückgegriffen, was die Patienten bereits mitbringen.
Die würdeorientierte Haltung den Patienten gegenüber macht es zwingend notwendig, dass jeder Schritt in der Therapie einer ausreichenden Aufklärung ('informed consent') und der Zustimmung bedarf, wodurch Patienten zunehmend Kontrolle und Steuerung der Behandlung erfahren.
Patienten wird damit unbedingt das Recht auf ein „Nein“ zugestanden. So genannte 'Widerstände' werden geachtet und dürfen nicht gebrochen werden. Sie werden verstanden als Schutz vor etwas, das im Hier und Jetzt als zu bedrohlich erlebt wird.

## Gestaltung der therapeutischen Beziehung
Aufgrund des massiven Vertrauensmissbrauchs durch wichtige Bezugspersonen sind Patienten mit komplexen Traumafolgestörungen in und gerade zu Beginn einer Therapie aufgrund von Angst vor neuerlicher Enttäuschung und Verletzung oft sehr misstrauisch. Der Aufbau einer tragfähigen therapeutischen Beziehung ist demnach bereits als wesentliche therapeutische Intervention zu verstehen.
Die tragfähige therapeutische Beziehung erfordert Sicherheit, Verlässlichkeit, Würdeorientierung, Mitgefühl und eine nicht wertende oder verurteilende Haltung akzeptierenden, wahrnehmenden Interesses an der Einzigartigkeit der Person und ihrer individuellen Überlebensleistung.
Den Therapeuten kommt gerade zu Beginn der Therapie die Aufgabe stellvertretender Ich-Funktionen zu, die dann im Laufe der Therapie in die Eigenverantwortung der erwachsenen Patienten zurückgegeben werden können. Die therapeutische Beziehung stellt damit eine Orientierung zur Verfügung, an der Patienten sich stabilisieren und wachsen können. Am Beispiel der therapeutischen Haltung kann Selbstakzeptanz, Selbstmitgefühl und Selbstwertschätzung entwickelt und eine Ermutigung erfahren werden, sich mit dem Erleben schrittweise auseinanderzusetzen.
Damit sich Patienten auf das Beziehungsangebot einlassen können, braucht es eine Erfahrung von Kontrolle und Steuerung, also Selbstwirksamkeit, welche das Erleben von Sicherheit fördert.
Die therapeutische Beziehung stellt für diesen Prozess einen gemeinsamen Raum zur Verfügung, in dem Patienten so genannte neue, gute Erfahrungen machen können, die dem Schrecken von damals stabilisierende Gegengewichte gegenüberstellen. In diesem gemeinsamen und geschützten Raum haben Patienten die Möglichkeit, alte Verhaltensmuster erleben, ausagieren, inszenieren zu dürfen, aber diese eben auch verändern zu können. Erkenntnisse aus dem Geschehen von Übertragung und Gegenübertragung finden dabei besondere Beachtung.
Patienten können in der therapeutischen Beziehung eine äußere Sicherheit erfahren, damit innere Übererregung reduzieren und zunehmend Selbstregulationsfähigkeiten entwickeln. Der innere Raum der erwachsenen Patienten belastende Affekte tolerieren zu können, wird darüber wachsen.
Das Erleben von äußerer Sicherheit ist die Grundlage für das Erleben innerer Sicherheit, d. h. es wird für die Patienten erfahrbar, dass die aktualisierte, erlebte Lebensbedrohung kindlicher Selbstanteile nicht mehr gegenwärtig ist. Patienten können nun auch mit ihren inneren verletzten Ich-Anteilen erleben, 'es ist vorbei, ich habe es überlebt’. Darüber kann die chronische Übererregung, die ein Hauptsymptom der komplexen Traumafolgestörung darstellt, sukzessive beruhigt werden. Patienten erleben sich in der Folge mehr und mehr gegenwärtig und in ihren erwachsenen Möglichkeiten handlungsfähig, können sich damit als deutlich distanziert zum Schrecken im Damals-Dort erfahren.

## Therapeutisches Vorgehen
Der Ego-State-Ansatz von Watkins & Watkins bietet ein geeignetes Modell für das Bild der ‚inneren Bühne‘, mit dem PITT arbeitet: in dem erwachsenen Ich bestehen (neben ressourcenbildenden Erfahrungen) alle traumatischen Erfahrungen in Form von Persönlichkeitsanteilen fort, förmlich in der Zeit der Traumatisierung eingefroren. Die dissoziative Aufspaltung des Ich in Teile ist unter einer traumatischen Erfahrung überlebenssichernd, schwächt aber in der Gegenwart das erwachsene Ich in seiner Wahrnehmungs- und Handlungsfähigkeit. Patienten erleben sich in reaktualisierenden ‚Trigger'-Situationen ‚wieder hilflos wie damals‘.
Traumatische Erfahrungen der Vergangenheit werden in PITT als jüngere, verletzte Ich-Anteile konzeptualisiert.
Anders als der unscharfe Begriff des einen ‚inneren Kindes' geht PITT insbesondere bei der komplexen Traumafolgestörung davon aus, dass es viele solcher verletzter Anteile gibt.
Für das Verstehen von und das Umgehen mit diesen jüngeren Ich-Anteilen ist es wichtig, die Zeit der Entstehung zu berücksichtigen: wie alt war das Kind, wie war seine Situation, was konnte es in diesem Alter, was hätte es in dem Alter gebraucht. Wissen um Entwicklungspsychologie ist dabei unerlässlich und Teil der Fortbildung in PITT.
PITT orientiert sich am 3-Phasen-Modell nach Pierre Janet: Stabilisierung, Konfrontation, Integration und Neubeginn.
Es wird mit dem Konzept der ‚inneren Bühne‘ gearbeitet, die zu einem gemeinsamen inneren Raum wird, in dem Patienten angeregt und unterstützt durch die Therapeuten ‚spielerisch‘ agieren können und sich dadurch wieder handlungsfähiger erleben.
Wenn es auf der inneren Bühne gelingt, den verletzten Anteilen imaginativ zu begegnen, sie aus der damaligen Situation herauszulösen und ihnen das zu geben, was sie immer schon gebraucht hätten, können ebendiese ehemals hilflos ausgelieferten Anteile über den Erwachsenen in der Gegenwart erfahren, ‚dass es heute anders ist, der Erwachsene über mehr und andere Möglichkeiten verfügt als das Kind von damals, dass er nicht mehr so ausgeliefert und hilflos wie das Kind von damals ist, dass es heute anders und auf jeden Fall anders sicher ist‘. Dann kann die Übererregung, die dem bisherigen inneren Erleben von andauernder Bedrohung geschuldet war, absinken, der Erwachsene darüber Orientierung im Hier und Jetzt finden und in der Folge zu erwachsener Handlungsfähigkeit gelangen.
Die sogenannte Versorgungsarbeit jüngerer, verletzter Anteile ist laut Luise Reddemann das Herzstück der PITT-Arbeit.

### Stabilisierung
Bei komplexer Traumafolgestörung geht es um die imaginative Versorgung vieler so genannter jüngerer, verletzter Ego-States oder Innenanteile. Dafür muss zuerst die Vorstellung im Sinne einer therapeutischen Ich-Spaltung ermöglicht werden, dass es den Patienten gleichzeitig sowohl in der Rolle des Erwachsenen, als auch in der Rolle des verletzten Kindanteils geben kann und dass der Therapeut den erwachsenen Patienten darin unterstützt, die eigenen verletzten Anteile zu versorgen. In der in PITT eingesetzten Imagination wird dann eine Begegnung zwischen dem erwachsenen und dem verletzten Selbstanteil ermöglicht. Der verletzte Anteil kann nun erfahren, in seinem Leid gesehen und getröstet zu werden.
Da die Auseinandersetzung mit erfahrenen Verletzungen immer schmerzlich ist und die Bearbeitung dieser Erfahrungen immer in die Nähe dazugehöriger Affekte bringt, ist es in der Haltung der PITT unerlässlich, mit Patienten eine weit reichende Distanzierungsfähigkeit zu erarbeiten. Dies geschieht insbesondere über die Technik des ‚inneren Beobachters' (alternativ die sog. Bildschirmtechnik). Mithilfe des ‚inneren Beobachters‘ wird der emotionalen Identifizierung mit dem traumatischen Erleben entgegengewirkt und damit der, insbesondere bei komplexen Traumafolgestörungen ausgeprägten Dissoziationsneigung über mannigfache affektive Brücken.
Die Begrenzung der Dissoziationsneigung ermöglicht, dass Patienten in ihrer gegenwärtigen Präsenz bleiben und darüber vergangene, ehemals abgespaltene traumatische Erfahrungen integrieren können. Eine Integration bislang abgewehrten Materials kann nur bei ausreichender Stabilität Betroffener gelingen und das berücksichtigt PITT in besonderem Maße.
Da das frühere kindliche Leid nicht selten als sehr belastend von dem Erwachsenen erlebt und nicht ausgehalten wird, können an der Stelle ergänzend und unterstützend sog. Helferwesen imaginiert werden, die dann die Versorgung übernehmen.
Zur Therapie mit PITT gehört des Weiteren die Wandlung sog. Introjekte, Innenanteile, die in abwertender oder antreibender Form gegen den Patienten gerichtet sind und damit oftmals einen Therapieverlauf erschweren oder auch unterbinden (‚es darf dir nicht gut gehen‘).
Mit PITT kann über ausreichende Distanzierung die in den Introjekten verborgene, ehemals das Kind schützende Funktion herausgearbeitet und dem Erwachsenen in einer jetzt hilfreichen Wandlung wieder zugänglich gemacht werden.
Sowohl die Versorgung verletzter Anteile, als auch die Introjektarbeit gehören nach PITT zur Stabilisierungsphase, beinhalten aber durchaus konfrontierende Elemente in der Bearbeitung erlittener Traumatisierungen und stellen für Patienten durchaus eine emotionale Herausforderung dar, die stets eine ausreichende Stabilität und Regulationsfähigkeit des erwachsenen Ich erfordern.

### Konfrontation
Neben den Elementen der Stabilisierungsphase, umfasst PITT die Traumakonfrontation, welche ein genaues, kleinschrittiges Durcharbeiten einzelner traumatischer Erfahrungen bedeutet. Traumakonfrontation darf gemäß der würdeorientierten Haltung der Therapeuten kein Selbstzweck sein. Für einige Patienten erscheint es hilfreich, Erfahrenes noch einmal genau anzuschauen und das Narrativ möglichst komplett wieder herzustellen. Voraussetzung hierfür ist eine ausreichende Stabilität der Patienten und deren eigener Wunsch, bestimmte Inhalte genauer durcharbeiten zu wollen. Auch in der Konfrontation arbeitet PITT mit größtmöglicher Distanz über den ‚inneren Beobachter‘ und nach dem so genannten BASK-Modell nach Braun und setzt auf die zuvor erarbeiteten Fähigkeiten zur Selbstregulation.
Der Maßgabe einer mitgefühlsbasierten Traumatherapie folgend schließt die Konfrontationsarbeit nach PITT mit der Trostphase ab, in der ein Raum entsteht für die bislang nicht möglich gewesene Trauer über das Erlebte. Die  Fähigkeit zu  Selbstmitgefühl wird gestärkt, was schließlich die Akzeptanz des Erlebten und damit die Integration dessen fördert.

### Integration und Neubeginn
Elemente dieser Phase finden immerwährend und zu verschiedenen Zeitpunkten der Behandlung nach versorgender und/oder aufdeckender Arbeit Anwendung. Da jedoch insbesondere Traumata, die durch andere Menschen zugefügt wurden tiefgreifende Veränderungen des Selbst- und Weltvertrauens nach sich ziehen, ist eine spezifische therapeutisch begleitete Phase des Trauerns, der Integration und des Neubeginns nach einer Zeit der Beschäftigung mit traumatischen Erfahrungen besonders wichtig, um nachhaltige Veränderungen zu unterstützen.
Da viele komplex traumatisierte Patienten wenig Erfahrung im Umgang mit Konflikten mitbringen und im Rahmen von Konflikten zu Dissoziation oder Schuldgefühlen neigen, kommt zudem die Erarbeitung von Konfliktbewältigungsmöglichkeiten eine besondere Relevanz zu. Auch die Trauerarbeit erscheint vor dem Hintergrund in hohem Maße belasteter Biografien besonders herausfordernd, sodass imaginative Elemente der PITT (‚innerer Beobachter‘, Loslösungsrituale) angewendet werden.
Nicht zuletzt soll in dieser Phase eine innere Vorbereitung neuen Verhaltens und Handelns mit Hilfe der Vorstellungskraft und therapeutische Unterstützung in der Umsetzung im Alltag erfolgen (zum Vorgehen siehe Lampe et al.). Erneute Arbeit mit verletzten Anteilen kann auch hier hilfreich sein, etwa zur Betrachtung von Blockaden oder Ambivalenzen.